# Edgar Alexander Mearns
Edgar Alexander Mearns (11 de setembre de 1856 – 1 de novembre de 1916) va ser un destacat ornitòleg i naturalista americà.

## Vida
Els seus pares van ser Alexander i Nancy Reliance Mearns née Clarswell. El seu avi Alexander era escocès d'origen i es va traslladar a Highland Falls el 1815. Edgar Alexander Mearns va ser educat al Donald Highland Institute (Highland Falls) i va assistir al Columbia College of Physicians and Surgeons, on es va graduar el 1881.
Aquell mateix any es va casar amb Ella Wittich, originaria de Circleville, a Ohio. La parella va tenir un fill i una filla. El fill va néixer el 1886 i va morir el 1912. Va servir com a cirurgià fent el servei militar del 1882 to 1899. Del 1899 fins al 1903, va ser oficial mèdic en diverses institucions militars. Del 1903 al 1904 i del 1905 al 1907, va viatjar a les Filipines. Va haver d'interrompre el seu viatge el 1904 degut a una malaltia parasitaria. El 1905, un viatge el va conduir a l'illa de Guam.
Com a comandant i cirurgià de l'exèrcit, Mearns va ser nomenat oficial mèdic de la Comissió Internacional de Fronteres i va documentar la fauna i els arbres de la frontera entre Mèxic i els Estats Units en la seva obra de 1907, Mammals of the Mexican Boundary of the United States. El 1909 es va retirar de l'exèrcit amb el rang de Tinent Coronel. Posteriorment, el mateix any, va ser convidat pel president Theodore Roosevelt a acompanyar la Smithsonian-Roosevelt African Expedition com a naturalista. Del 1911 al 1912 va ser membre de l'expedició Childs Frick a l'Àfrica per capturar i preparar espècimens d'ocells que Frick va presentar posteriorment al Smithsonian Institution.
Mearns va ser un dels cofundadors de la American Ornithologists' Union el 1883. També va descriure científicament diverses espècies d'ocells i d'altres animals, com Turdus helleri, Aethopyga boltoni, Cisticola bodessa, Onychomys arenicola i Phyllergates heterolaemus.

## Epònims
Diversos tàxons reben el seu nom en honor d'Edgar Mearns: 5 ocells, 7 mamífers que inclouen la subespècie Thomomys bottae mearnsi, i una espècie de rèptil, Petrosaurus mearnsi.